# NGC 945
NGC 945 este o galaxie spirală situată în constelația Balena. A fost descoperită în 28 noiembrie 1785 de către William Herschel. Se află la o distanță de 57,02 de megaparseci de Pământ.